# Día del número de emergencias europeo 112

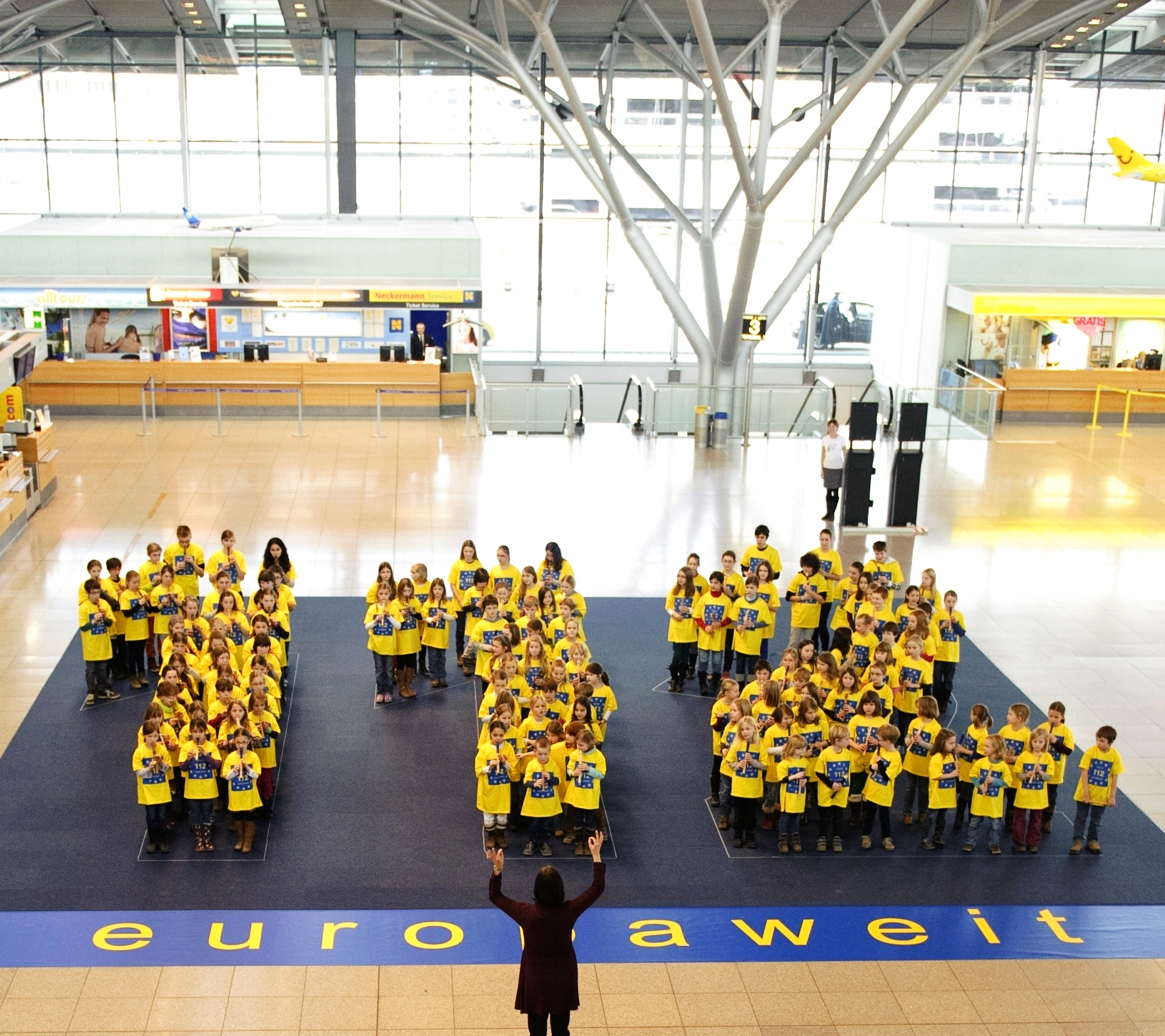
Aeropuerto de Stuttgart (Alemania): alumnos de las escuelas de música de Leinfelden-Echterdingen, Schönbuch and Stuttgart tocan el himno europeo 11 de febrero de 2014 con motivo de Día Europeo del 112.

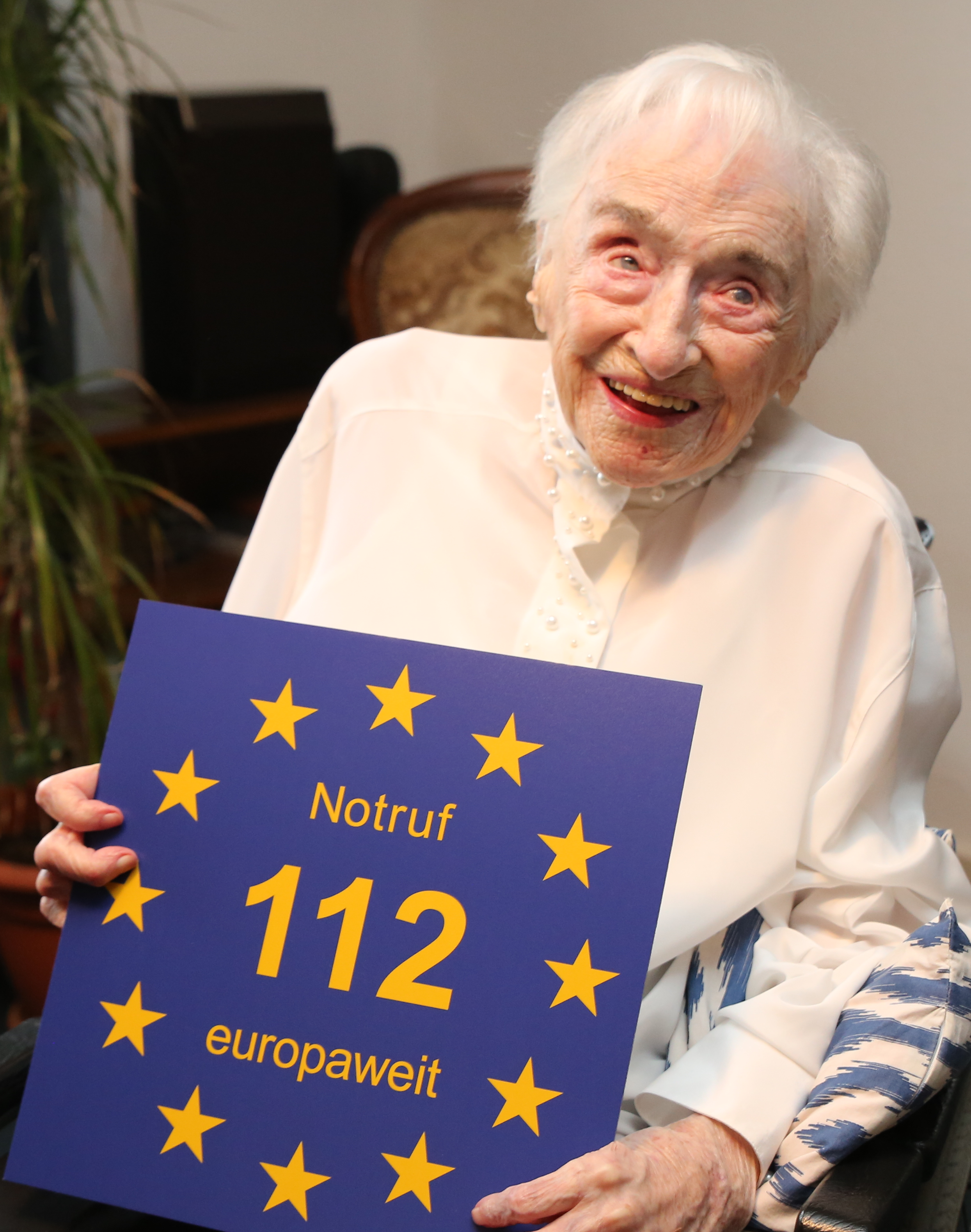
Edelgard Huber von Gersdorff, 112 años de edad, patrón honorario de la campaña "Una Europa, un número", cuyo objetivo es crear conciencia sobre la importancia del número europeo de emergencias 112.

El Día Europeo del 112 se celebra cada año el 11 de febrero en toda Europa. Fue introducido por la Unión Europea y tiene como objetivo promocionar la existencia y el uso adecuado del  número de emergencia 112 en toda Europa.

## Número europeo de emergencia 112
El número de teléfono de emergencias europeo se introdujo en 1991 para tener disponible un número de teléfono único y común para todos los Estados miembros de la Unión Europea.  En algunos países de la UE hay además otros números de teléfono de emergencia adicionales. Desde diciembre de 2008 se puede acceder a los servicios de llamada de emergencia desde todas las redes fijas y móviles de la UE de forma gratuita con el número de teléfono común 112. Debido a la creciente publicidad del 112, se está convirtiendo en un símbolo común de ayuda y apoyo, pero también de la Unión Europea en general.

## Orígenes
El Parlamento Europeo, el Consejo de la Unión Europea y la Comisión Europea firmaron un convenio en 2009 con el fin de establecer el Día Europeo anual de 112; pretende crear conciencia sobre su disponibilidad en toda Europa y sobre las ventajas de la llamada de emergencia europea. Eligieron el 11 de febrero ya que la fecha incluye los dígitos del propio número de teléfono (11.2.). La idea de dedicar un día en particular a la llamada de emergencia europea se discutió por primera vez en el Parlamento Europeo en 2007 en el contexto de los preparativos de la Declaración del Parlamento Europeo sobre la llamada de emergencia europea número 112. La necesidad general de aumentar el conocimiento sobre el número de emergencia europeo ha sido confirmada por los resultados del Eurobarómetro 228 de febrero de 2008: solo el 22% de todos los encuestados europeos sabía que el número de teléfono de emergencia 112 es válido y está disponible en toda la Unión Europea; en España, solo el 19% de las personas  eran conscientes de este hecho. Esta impresión se reafirmó con los datos de 2009 (UE 24%, España 21%) y 2010 (UE 25%, España 23%).

## Celebraciones
Cada año se realizan numerosas acciones en Europa para celebrar el Día Europeo del 112. Algunas están organizadas por políticos y funcionarios gubernamentales, otras por servicios de rescate, bomberos y organizaciones no gubernamentales. En 2020, se realizaron  proyectos en muchas de las regiones de España: el Servicio de Emergencia 112 Castilla-La Mancha celebró un concurso de dibujo con escuelas y encuentros de escolares con personas que trabajan en los servicios de emergencia; en Asturias, las actividades tuvieron lugar en  ayuntamientos con la que participaron la Cruz Roja y la policía municipal para crear conciencia sobre el número de emergencia europeo 112.
El Servicio de Emergencias de la Comunidad de Madrid con motivo de la celebración del Día Europeo del 112 en 2020, puso en el aire una estación de radio de onda corta con la que contactaron radioaficionados de numerosos países, en especial de la Unión Europea; con el indicativo especial conmemorativo EG4UUD, Madrid 112 quiso poner en valor un año más el importante rol que este colectivo de ciudadanos desempeña en las comunicaciones de emergencia en catástrofes y desastres naturales. Otra iniciativa muy apreciada fue la creación por Madrid 112 de unos galardones especiales, que la Presidenta del Gobierno regional entregó a diversos ciudadanos, profesionales, servidores públicos e instituciones como reconocimiento por su trabajo y su comportamiento ejemplar en una materia tan sensible como las emergencias. Entre los galardones, destacaron por su singularidad los otorgados a dos niños por su papel relevante en sendas llamadas de emergencia.
Se han planeado acciones similares en toda Europa, como por ejemplo en Bruselas, donde se vistió el Manneken-Pis con un traje del 112.